# Локтев, Алексей Алексеевич
Ло́ктев Алексе́й Алексе́евич (род. 8 ноября 1979, Острогожск, Воронежская область) — советский и российский учёный, доктор физико-математических наук (2011), профессор (2015).

## Биография
Алексей Локтев родился 8 ноября 1979 года в семье студентов в городе Острогожск Воронежской области РСФСР. В 1996 году окончил школу-лицей № 12 города Воронежа. В 1996—2001 гг. Алексей Локтев учился в Воронежском государственном архитектурно-строительном университете по специальности «Промышленное и гражданское строительство». В 2001—2004 годах обучался в аспирантуре в Воронежском государственном архитектурно-строительном университете по специальности «Механика деформируемого твёрдого тела».
11 марта 2005 года защитил кандидатскую диссертацию с получением учёной степени кандидат физико-математических наук. 18 июня 2008 года А. А. Локтеву присуждено учёное звание доцента. С 1 сентября 2008 года — доцент кафедры «Сопротивление материалов и строительная механика» Российской открытой академии транспорта (в 2009 году последняя стала структурным подразделением Московского государственного университета путей сообщения, МГУПС). 9 декабря 2011 года А. А. Локтеву (после защиты им в 2010 году в Институте проблем машиноведения РАН докторской диссертации на тему «Динамический контакт ударника и тонких тел с учётом волновых процессов») присуждена учёная степень доктор физико-математических наук. С 15 июня 2012 года занял должность профессора кафедры «Сопротивление материалов и строительная механика» МГУПС (6 июля 2017 переименован в Российский университет транспорта, РУТ). 1 сентября 2012 года кафедра стала назваться «Строительная механика, машины и оборудование», а 1 ноября того же года А. А. Локтев стал заведующим кафедрой. С 28 апреля 2015 А. А. Локтев — заведующий кафедрой «Транспортное строительство». 19 августа 2015 года ему присуждено учёное звание профессора.

## Научная деятельность
Все научные интересы А. А. Локтева связаны с моделированием физических процессов в различных средах и конструкциях. Разработал численно-аналитический подход к описанию распространения волновых процессов в различных конструкциях и их элементов с учётом реологических свойств и многократного отражения волновых поверхностей. Предложил математическую модель железнодорожного пути на основе плоских анизотропных слоев, описывающую волновые явления от динамического воздействия подвижного состава и учитывающую особенности конструкции верхнего строения пути, земляного полотна и грунта основания пути. Совместно с В. П. Сычёвым разработал математическое и алгоритмическое обеспечения для комплекса детектирования дефектов колёсных пар и рельсовых плетей на основе анализа динамических характеристик контактного взаимодействия системы «колесо-рельс». Совместно с Д. А. Локтевым предложил и реализовал совокупность методов и алгоритмов обнаружения, распознавания и детектирования параметров подвижных объектов путём анализа их образов на серии изображений. Полученные результаты аналитического и численного моделирования подтвердили эффект запирания и разгона упругих волновых поверхностей в зависимости от состояния среды распространения.
Участвовал в разработке и проектировании ряда транспортных сооружений и их отдельных элементов, эксплуатируемых в различных условиях и при различных режимах движения транспортных средств. Участвовал в разработке системы мониторинга и оценки состояния верхнего строения железнодорожного пути. Принимал участие в создании модели волоконно-оптической системы передачи данных, позволяющей увеличить пропускную способность существующих линий связи и использовать возможность применения волоконно-оптических систем для мониторинга и диагностики объектов транспортной инфраструктуры. Совместно с О. С. Локтевой разработал подход для сохранения объектов архитектурного и культурно-исторического наследия.
А. А. Локтев — автор 177 научных работ. Индекс Хирша по WoS - 3. Индекс Хирша по РИНЦ - 34. Число самоцитирований в РИНЦ - 50.8%. Число цитирований соавторами в РИНЦ - 87.8%. Средневзвешенный импакт-фактор журналов, в которых были опубликованы статьи - 0.465. Средневзвешенный импакт-фактор журналов, в которых были процитированы статьи - 0.414.

## Публикации
- Локтев А. А., Сычёва А. В., Чернов О. В.  Задачи динамического воздействия на плоские конструкции при моделировании работы железнодорожного полотна. — Москва: АИСнТ, 2014. — 288 с. — ISBN 978-5904640-02-6.
- Локтев А. А., Локтев Д. А., Локтева  О. В.  Новохопёрск. Памятники истории и архитектуры. Современное состояние. — Москва: МГСУ, 2017. — 109 с. — ISBN 978-5-9903024-3-3.
- Loktev A. A.  Dynamic contact of a spherical indenter and a prestressed orthotropic uflyand-mindlin plate // Acta Mechanica. — 2011. — № 1—2. — С. 17—25.
- Михальченков А.М., Локтев А.А.  Лучевидный износ упрочненного армированием лемеха при пахоте на суглинистых почвах // Ремонт. Восстановление. Модернизация. — 2018. — № 8. — С. 23—26.